# Równanie funkcyjne Jensena
Równanie funkcyjne Jensena – najważniejsze z addytywnych równań funkcyjnych Cauchy'ego, opracowane przez Johana Jensena.
Równanie ma postać:
{\displaystyle f\left({\frac {x+y}{2}}\right)={\frac {f(x)+f(y)}{2}},\forall x,y\in \mathbb {R} }
Każde rozwiązanie równania Jensena nazywane jest funkcją Jensena. Wiadomo że funkcja {\displaystyle f} między rzeczywistymi przestrzeniami wektorowymi, gdzie {\displaystyle f(0)=0} jest funkcją Jensena, gdy jest addytywna. Funkcja jest stabilna w sensie 
Hyersa-Ulama–Rassiasa